# Klášter Valdsasy
Klášter Valdsasy neboli klášter Waldsassen je cisterciácký klášter v bavorském městě Waldsassen, v okrese zemském okrese Tirschenreuth a v Řezenské diecézi. Ve středověku geograficky patřil k tzv. Chebsku a tato poloha předznamenala jeho další osudy. Během svého působení místní konvent založil tři filiace, z nichž dvě ležely v sousedním Českém království a až do nástupu husitského období s nimi udržoval konfraternitu a četné styky.

## Historie

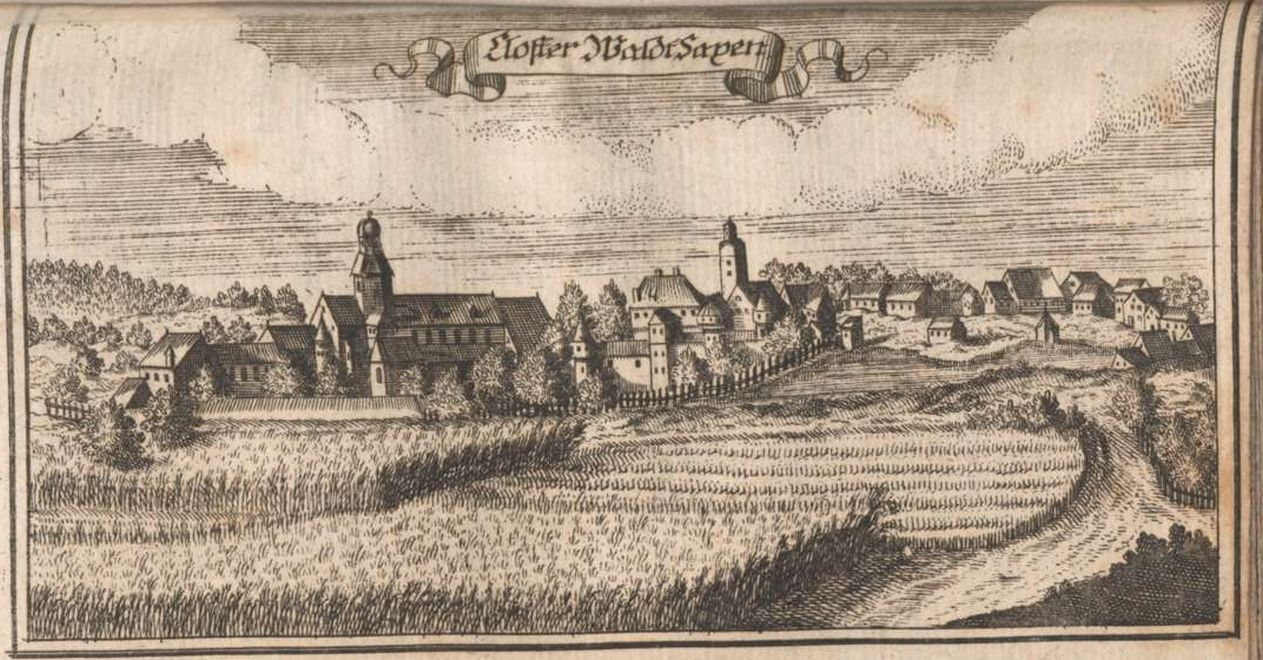
Klášter před barokní přestavbou r. 1687

Mužský klášter řádu byl založen 1. října roku 1133 markrabětem Děpoltem III. z Vohburgu v tehdy hustě zalesněné a řídce obydlené krajině v údolí řeky Odravy v Horní Falci. První konvent byl povolán z durynského kláštera Volkenroda.. Klášter náležel k filiacím burgundského kláštera v Morimondu. Již v roce 1143 byla komunita natolik početná, že z Valdsas byl vyslán zakládající konvent do českého Sedlce a roku 1194 do Oseka.
Po smrti fundátora převzal patronát nad klášterem Konrád III. Štaufský, prohlásil jej říšským klášterem a v jeho stopách pokračovali další vládnoucí příslušníci štaufského rodu, kteří klášter nadali četnými statky a výhodami v podobě soudní imunity a osvobození od platby daní. Tehdy opatství procházelo prvním obdobím velkého náboženského, politického a hospodářského rozkvětu. Po Štaufech převzali patronát nad klášterem čeští králové, kteří se od poloviny 13. století snažili o získání Chebska. Roku 1411 se klášter rozhodl přijmout ochranu od Jana Falckého. V době papežského schizmatu a kostnického koncilu došlo v klášteře ke sporům o reformaci, což se projevilo tak, že klášter měl současně tři opaty.
Roku 1571, v období vrcholící náboženské reformace, byl klášter zrušen. Roku 1617 budovy k ubytování využil zimní král Fridrich Falcký, když cestoval přes Cheb do Prahy. K obnově kláštera došlo až po třicetileté válce, během ní byly budovy postižené požárem a roku 1647 zplundrovány švédským vojskem. Roku 1661 byl klášter osídlen mnichy z bavorského Fürstenfeldu, roku 1669 bylo ustanoveno převorství a po dalším ekonomickém růstu se Valdsasy roku 1690 vrátily ke statutu opatství. V letech 1692–1704 bylo opatství i klášterní kostel přestavěny a vyzdobeny. Jako architekti byli povoláni z Prahy Abraham Leuthner a jeho žáci, bratři Georg, Kryštof a Leonard Dientzenhoferové. Přestavěli kostel, konvent, hospodářské budovy a opatský zámek, který v současnosti slouží jako Dům sv. Josefa pro hosty.
Až do druhé poloviny 18. století trvalo druhé období hospodářského a kulturního vrcholu, během něhož byla zbarokována a kompletně nově vybavena klášterní bazilika, prelatura a knihovna konventu. Mezi výtvarnými umělci i mnichy působilo několik teritoriálních Čechů.
Roku 1803 byl mužský klášter v souvislosti s bavorskou státní reformou církevních institucí zrušen. Roku 1828 budovy koupil chebský obchodník Wilhelm Rother a zřídil v nich bavlnářskou továrnu – kartounku, později specializovanou na filc a domácí obuv z něj. Roku 1863 došlo k obnovení kláštera pro ženskou větev řádu, cisterciačky přišly ze Seligenthalu v Landshutu, ale nepodléhají správě řádu, jsou podřízeny arcibiskupství v Řezně.

## Kostel

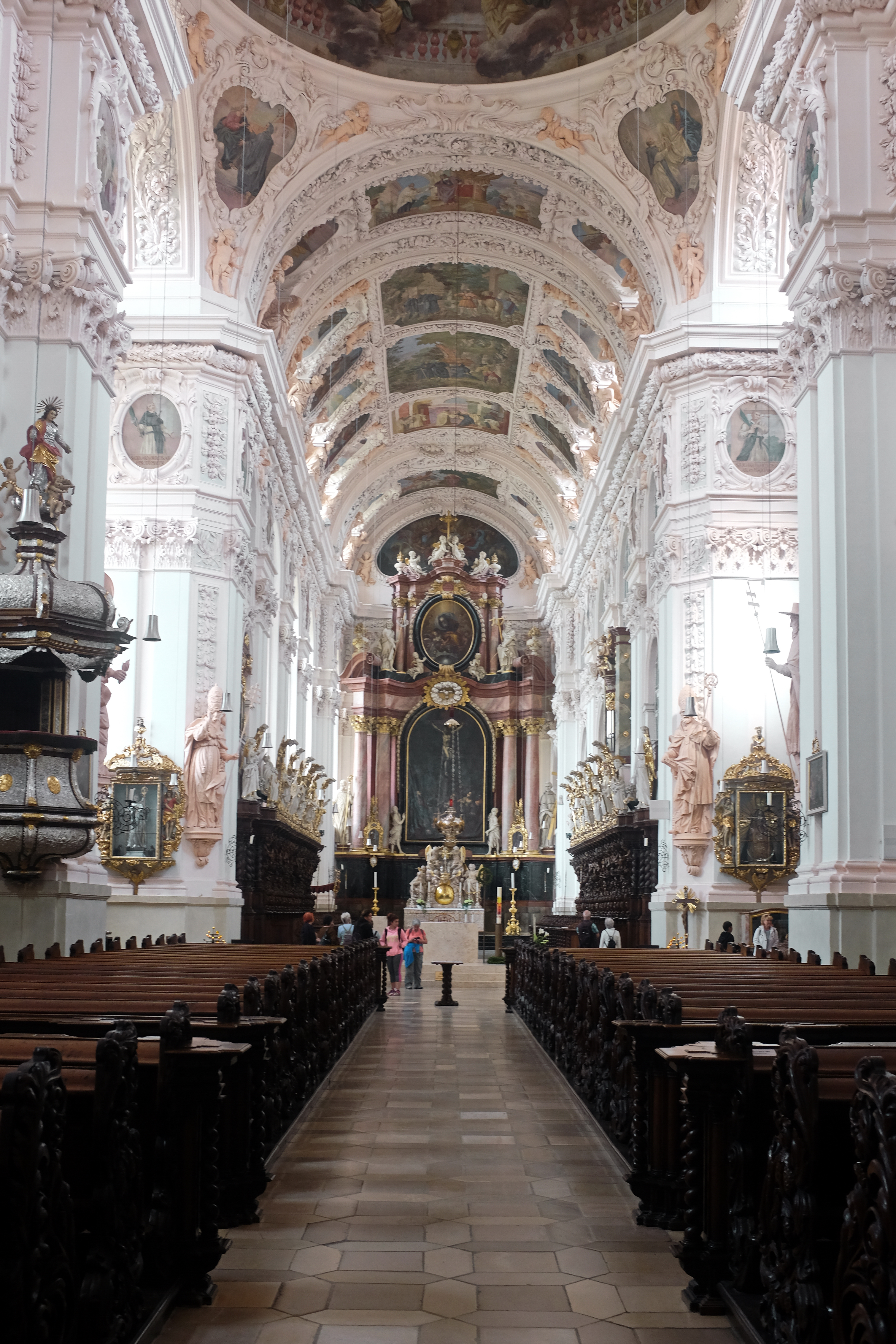
Interiér kostela s hlavním oltářem

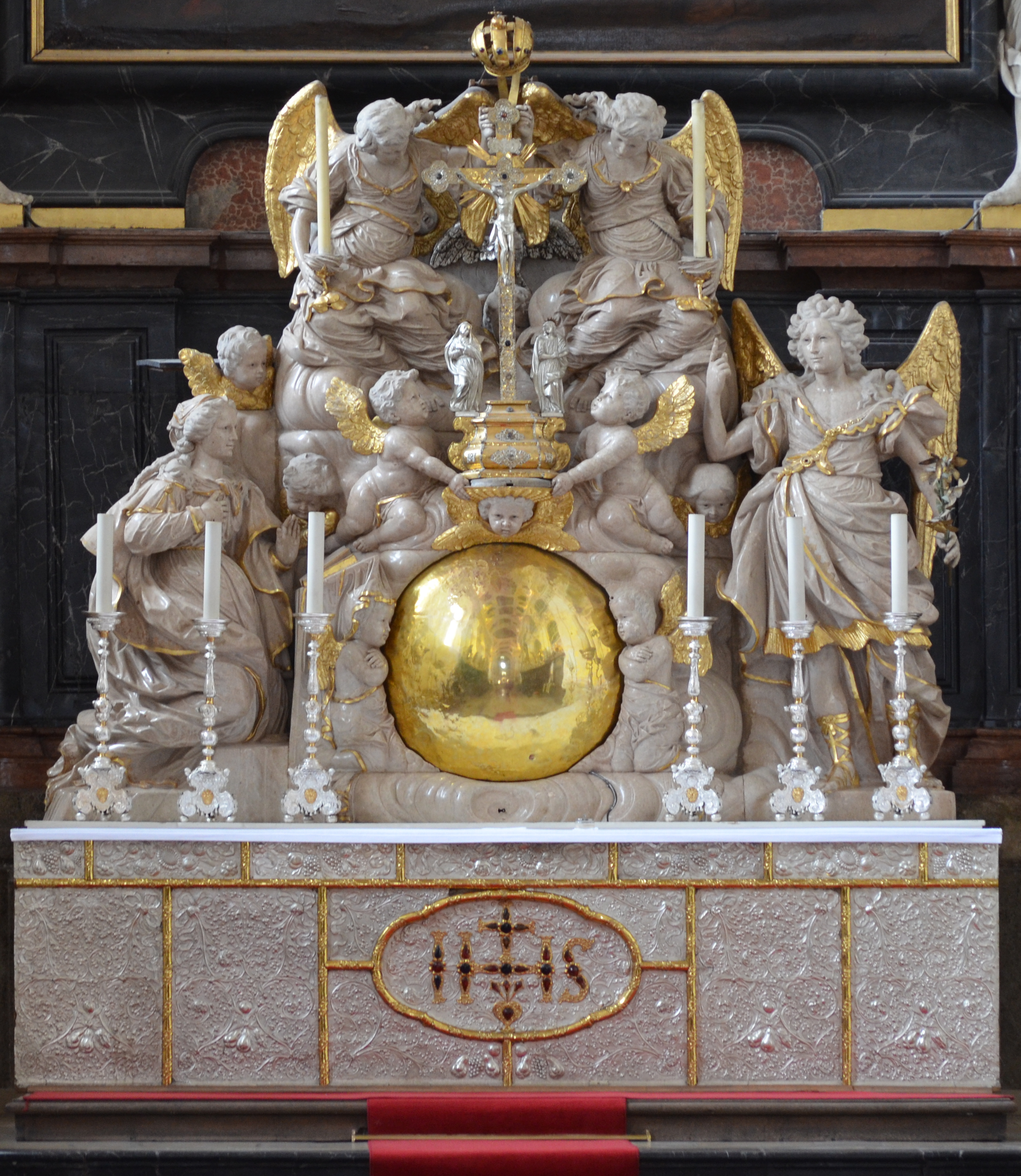
Svatostánek hlavního oltáře se sochami Zvěstování, anděly a stříbrným antependiem

Klášterní bazilika Nanebevzetí Panny Marie a sv. Jana Evangelisty byla ve středověku bez věží, půdorys barokního chrámu byl založen na gotických základech. Základní kámen byl posvěcen roku 1685 a od roku 1689 se začalo se stavbou podle projektu Abrahama Leuthnera, který s sebou z Prahy přivedl svého políra i architekta Georga Dientzenhofera (1643–1698) a jeho bratry Kryštofa a Leonarda. Georg byl pověřen vedením stavby, ale během stavby ve Waldsassenu zemřel, takže na jeho místo nastoupil Kryštof. Kostel byl vysvěcen roku 1704 za vlády opata Alberta Hausnera. Roku 19̟69 papež Pavel VI. kostel povýšil na basilicu minor. 
Kostel má trojlodní dispozici na půdorysu latinského kříže s pravoúhlým závěrem, se dvěma věžemi v průčelí a se dvěma řadami výklenkových kaplí v bočních lodích, nad nimiž jsou kruhová okénka (tzv. okuly) a dvě řady empor, na západní stěně je dvojetážová kruchta. V křížení je kupole. Celková délka chrámu s chórem činí 82 metrů.
Interiér
- Fresky na klenbách provedl pražský malíř Jan Jakub Stevens ze Steinfelsu, patří k jeho nejlepším dílům. V chóru jsou vyobrazeny scény z legendy o založení kláštera (mnich Gerwid se svým oslem), v lodi novozákonní výjevy z Kristova života, v kupoli Panna Maria ochranitelka se zástupy věřících pod pláštěm. Bohaté orámování štukaturami provedl Giovanni Battista Carlone.
- Hlavní oltář má uprostřed obraz Ukřižování se třemi Mariemi a Maří Magdalenou, v nástavci obraz Boha Otce Stvořitele země; bíle štafírované sochy sv. Benedikta a Bernarda a nahoře sochy Mojžíše a sv. Jana Křtitele vyřezal Karl Stilp; na svatostánku je skupina Zvěstování Panny Marie s anděly adorujícími svatý kříž a se zlatou nebeskou sférou, která slouží jako poklop pro schránku s monstrancí a ciboriem. Antependium je tepané ze stříbra a christogram vykládaný z barevných skleněných imitací drahokamů.
- Oltář Nanebevzetí Panny Marie /v transeptu/, obraz namaloval Johann Andreas Wolff (1701)
- Oltář sv. Benedikta se sochou světce uprostřed
- Oltář sv. Bernarda z Clairvaux /v transeptu/, s obrazem Nanebevzetí sv. Bernarda, sochy od Martina Hirsche
- Oltář Oplakávání se sousoším piety
- Oltář Panny Marie Bolestné
- Oltář s obrazem archanděla Michaela v boji s ďáblem
- Sochy Čtyř církevních Otců Západu (sv. Řehoř Veliký, sv. Jeroným, sv. Ambrož a sv. Augustin) při pilířích v křížení transeptu modeloval Giovanni Battista Carlone (1692–1695)
- Na všech bočních oltářích jsou vystavena těla (kostry) celkem 10 římských prvomučedníků, stojících nebo ležících ve skleněných rakvích a další relikviáře; byla přivezena v letech 1685–1765 z římských katakomb a jsou z větší části zahalena do dekorativních oděvů s dracounovými ozdobami a skleněnými imitacemi drahokamů, které všechny zhotovil laický bratr Adalbert Eder. Jde o největší dochovaný soubor takových skeletů ve střední Evropě,[5], protože z kostelů v Rakouské říši musely být odstraněny z příkazu císaře Josefa II. Pro skelety se v kostele od 18. století slaví zvláštní svátek římských prvomučedníků, vždy první neděli v srpnu.
- Chórové lavice mají bohaté ornamentální dřevořezby, v nástavci sochy a oválné obrazy svatých patronů a patronek cisterciáckého řádu
- Torzo drobné dřevěné plastiky Ukřižovaného Krista pochází ze zničeného poutního kostela Bičování Krista ve Stráži u Chebu, přinesli je němečtí vysídlenci roku 1949
- Nejcennější varhany s bicími hodinami (1698) jsou v horním patře kruchty; další dva varhanní positivy jsou instalovány v chóru a vytvořil je český varhanář Gartner z Tachova. Při hře poskytují dokonalý stereofonní poslech.
- Pod hlavní lodí je zrušená krypta, nyní slouží jen jako kaple.

## Knihovna

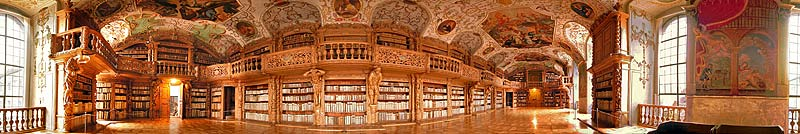
Knihovna

Nový sál knihovny se zařízením v rokokovém stylu dal vybudovat opat Eugen Schmid, který vládl v letech 1724–1764. Autorem sochařské výzdoby byl Karl Stilp, fresky vytvořil Karl Hofreiter, řezbářské práce dodal Andreas Witt. Knihovna obsahuje asi 19 tisíc svazků knih a dalších 3.520 bylo po sekularizaci kláštera odvezeno a zčásti rozprodáno.
Knihovna byla restaurována v rámci generální obnovy kláštera roku 2015. Prohlídka knihovny patří k hlavním turistickým cílům v Horní Falci.

## Muzeum
Jihozápadně od kostela sídlí Stiftlandmuseum, které soustřeďuje náboženské, historické, geologické i regionální památky z Valdsas a okolí.

## Galerie

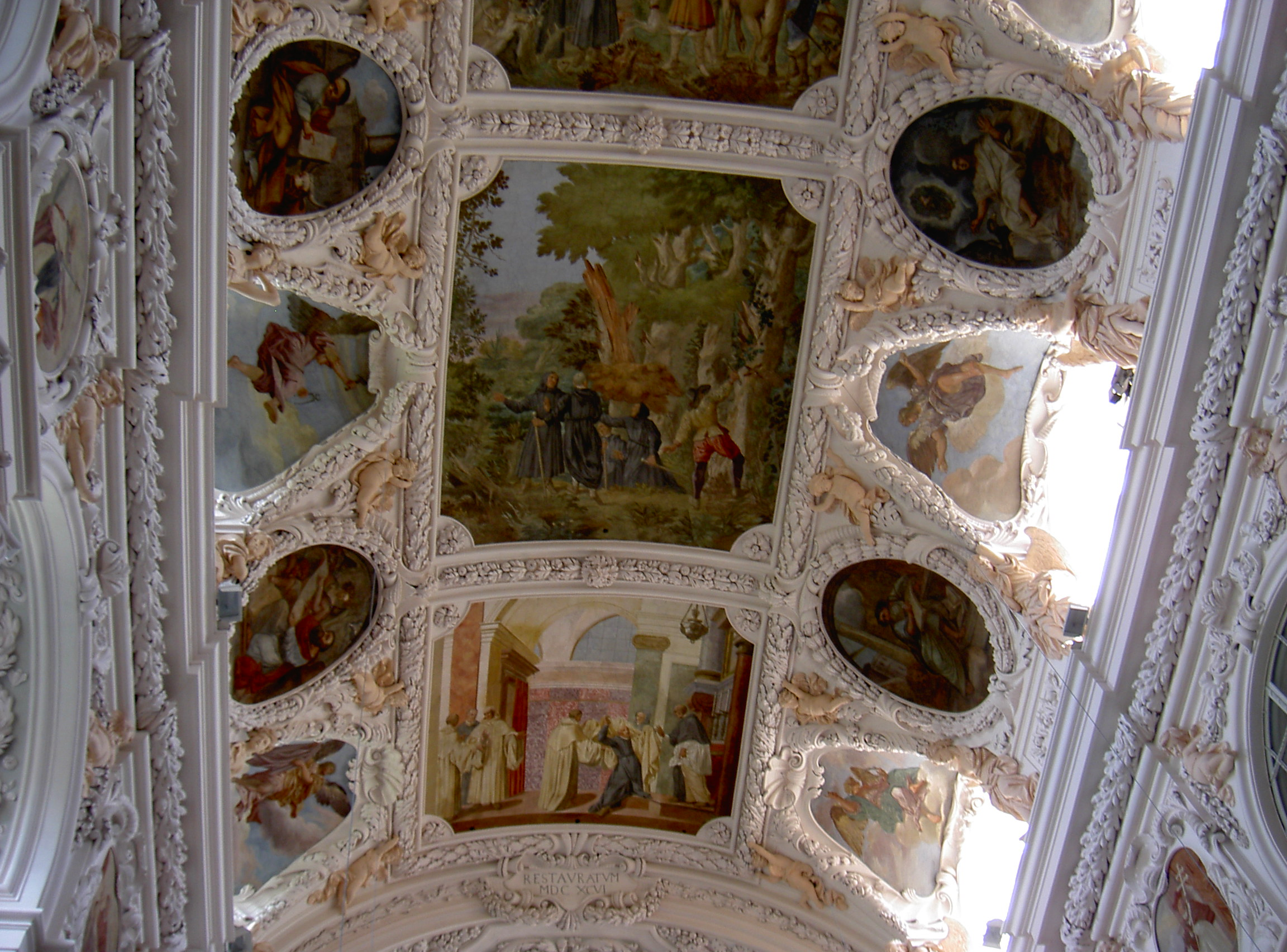
Fresky na klenbě kostela
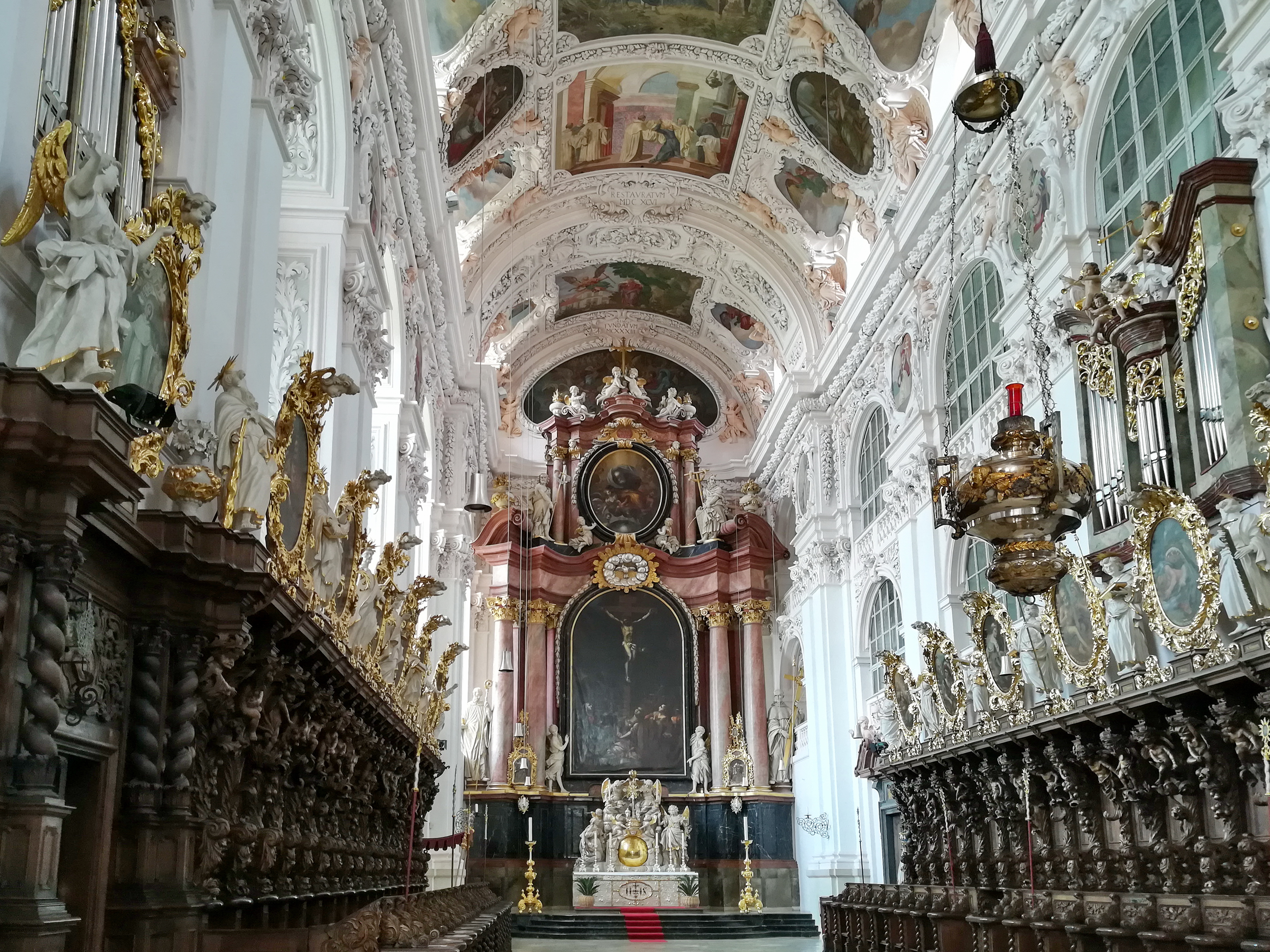
Mnišský chór a hlavní oltář
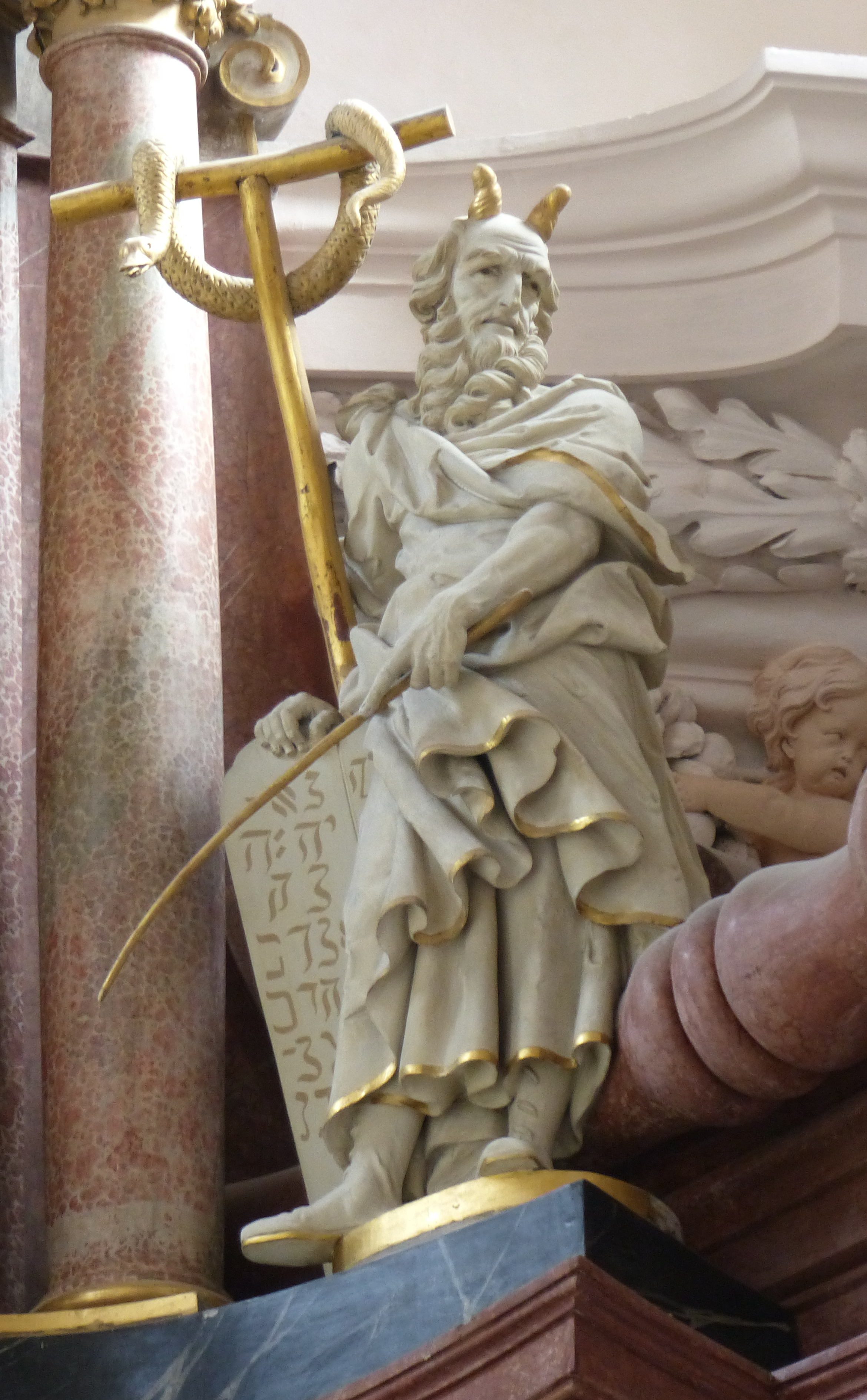
Socha Mojžíše na hlavním oltáři
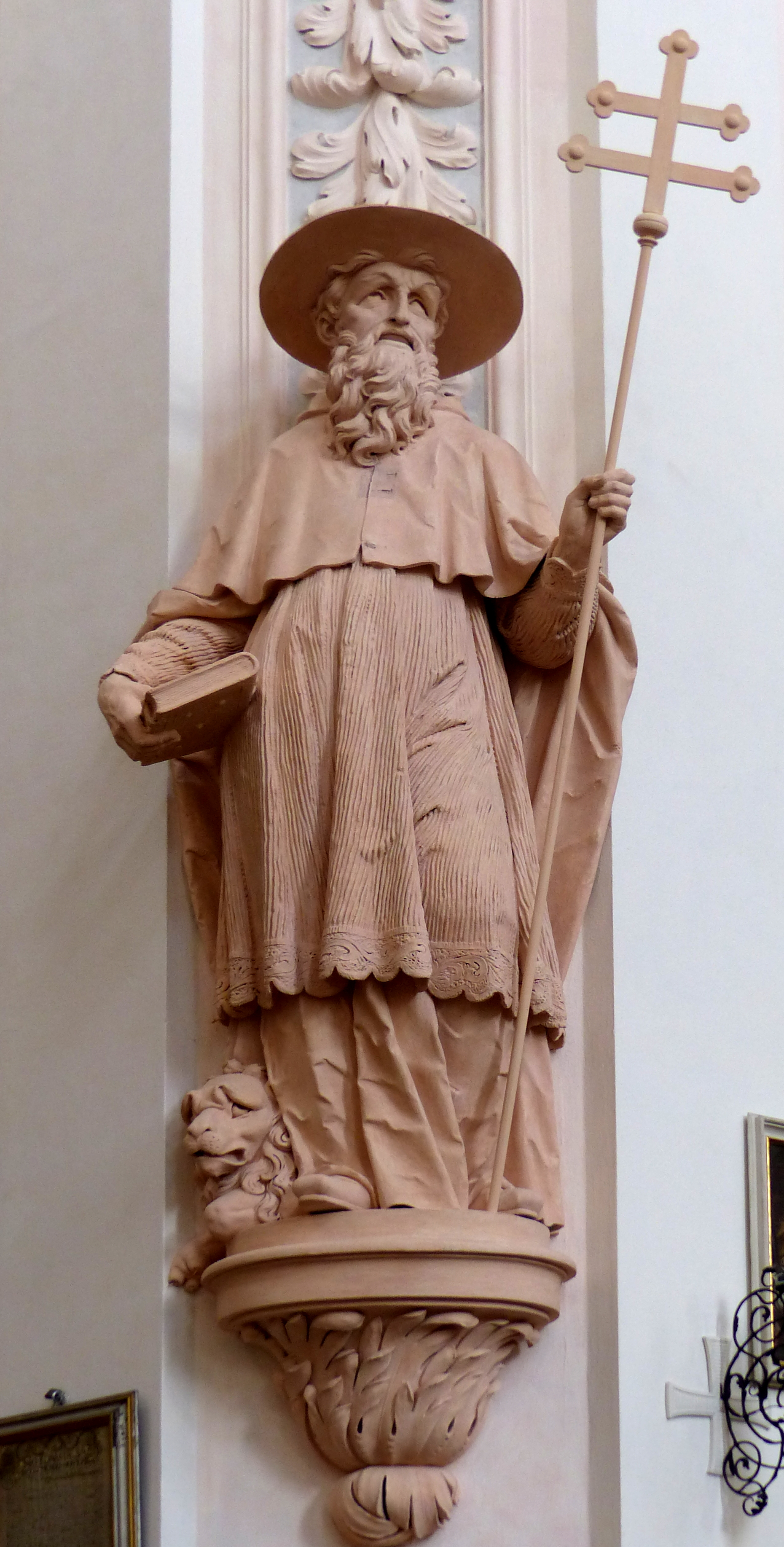
G. B. Carlone: Sv. Jeroným
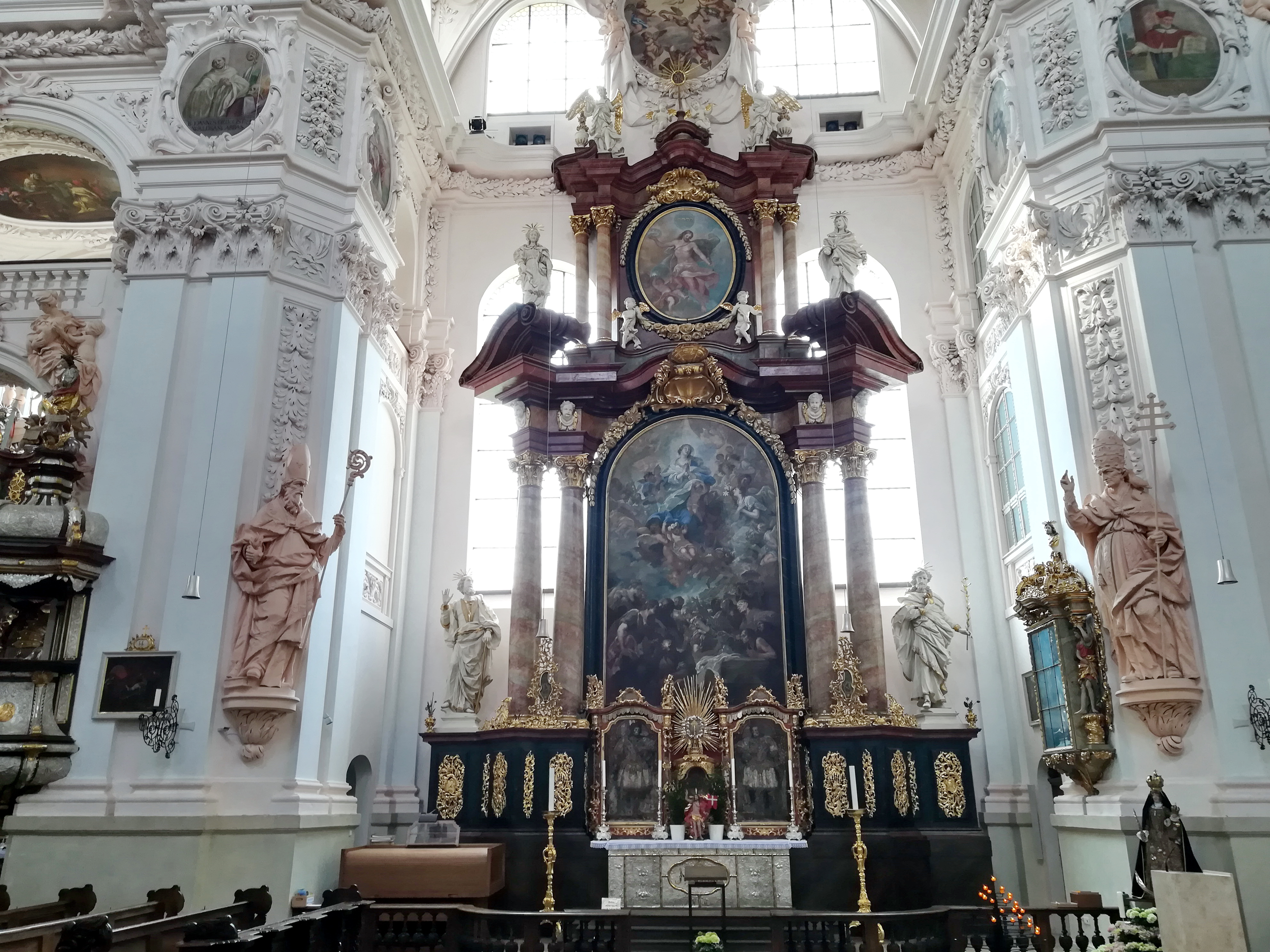
Oltář Nanebevzetí P. Marie, se skelety prvomučedníků
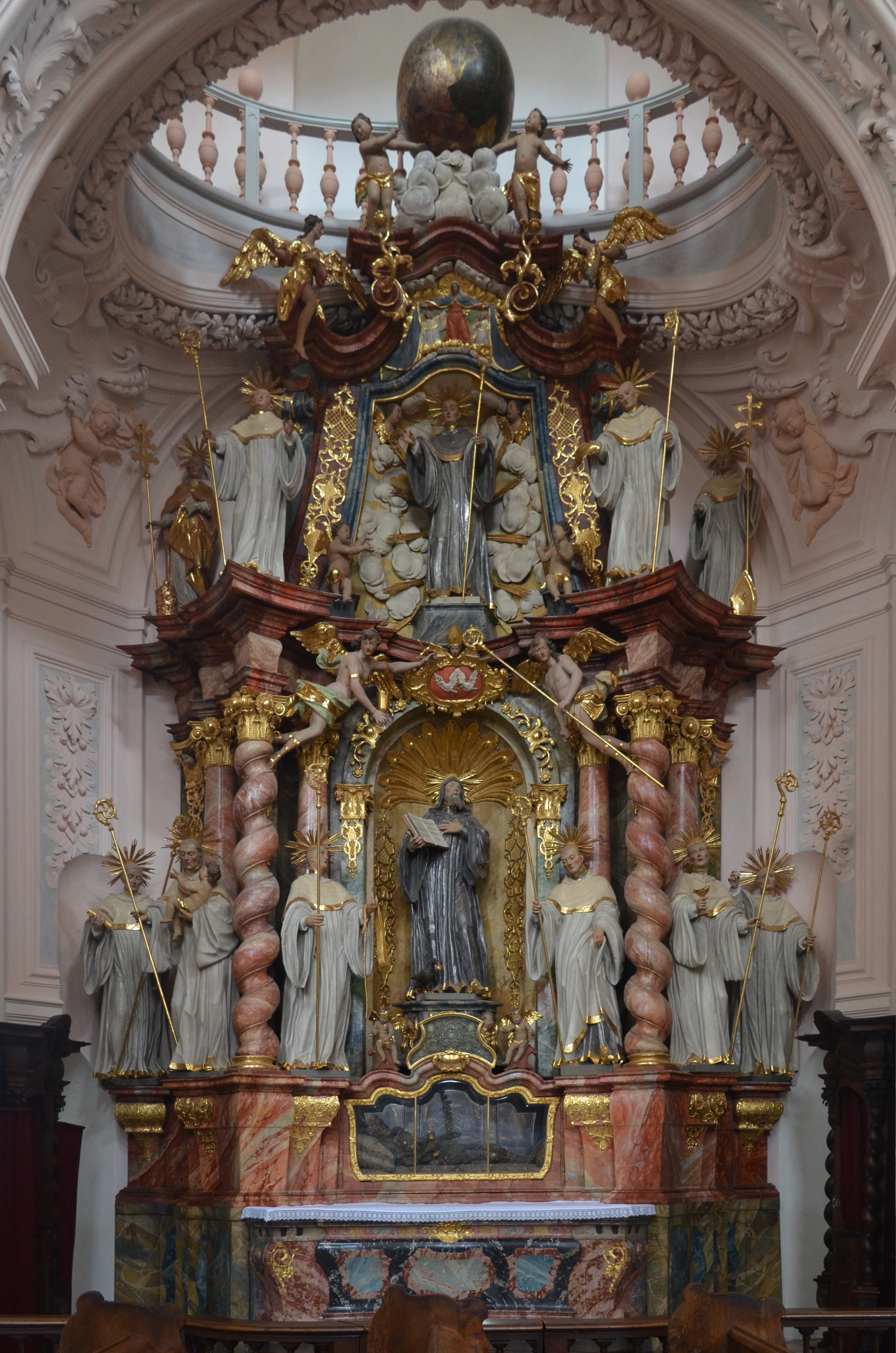
Oltář sv. Benedikta a řádových patronů
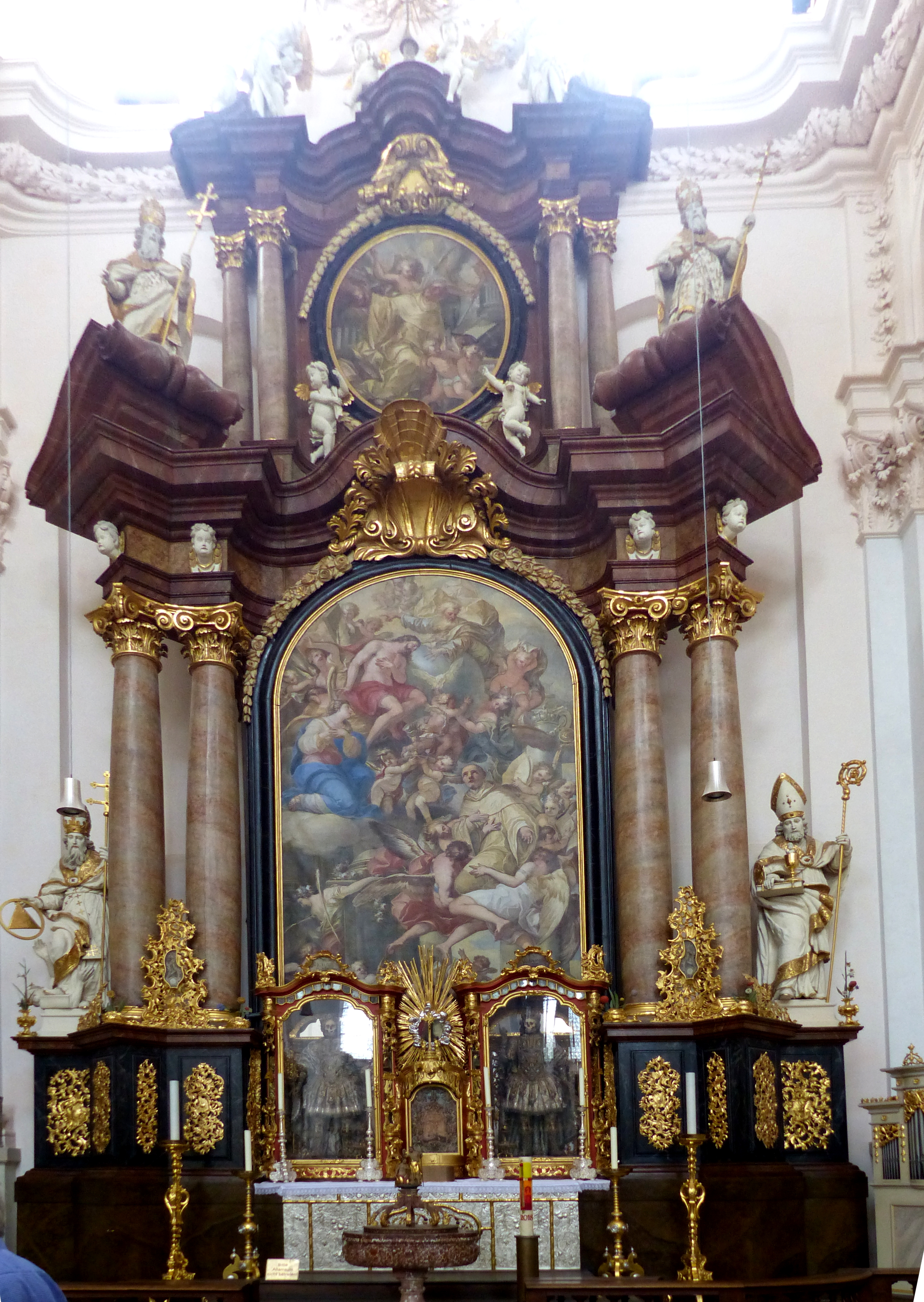
Oltář sv. Bernarda z Clairvaux
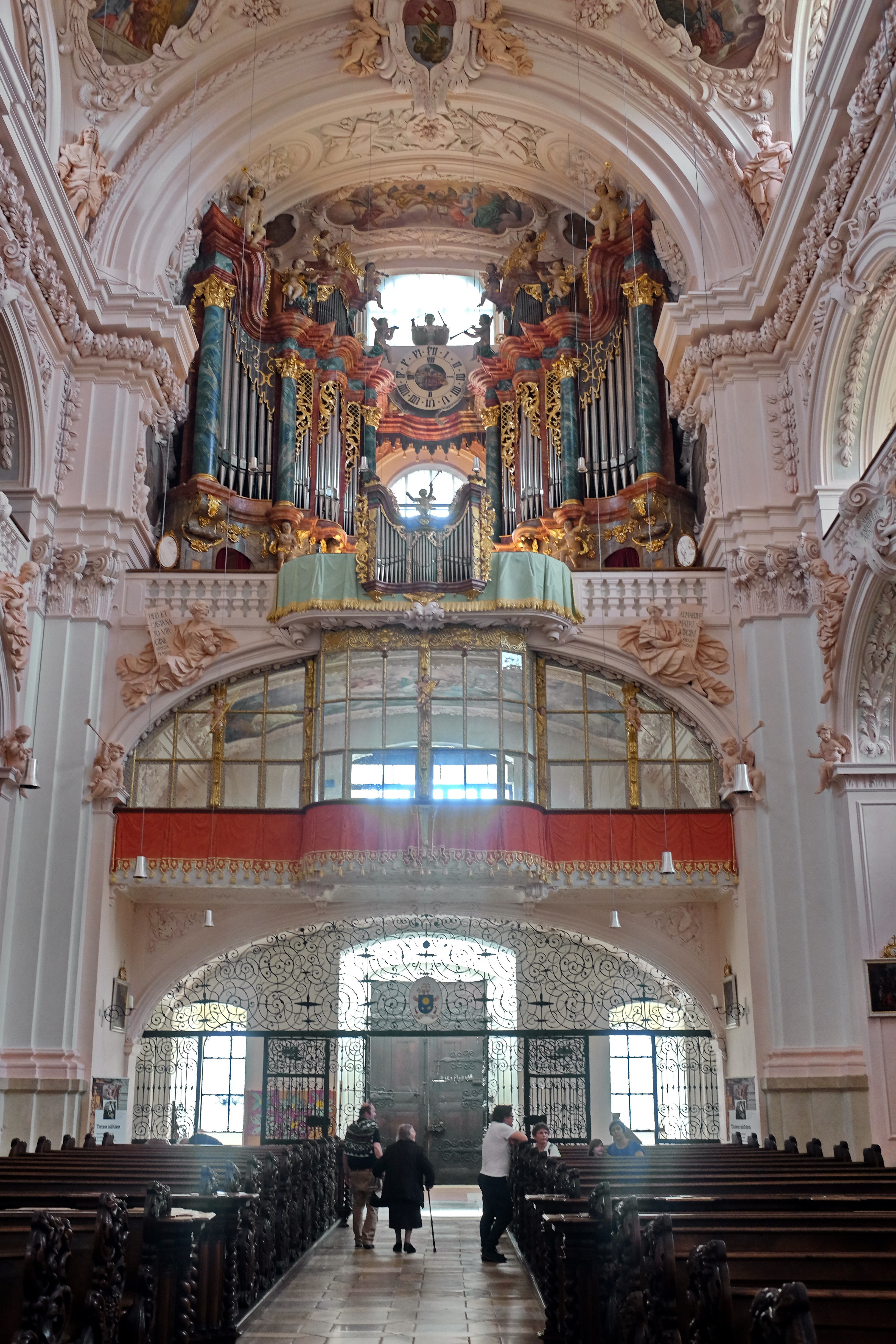
Prospekt varhan a kruchta

## Evropské dědictví
Tento klášter je součástí skupiny Cisterscapes (krajiny v okolí cisterciáckých klášterů). Tento soubor  byl začleněn do Evropského dědictví 17. dubna 2024.